# Libon
Libon es un municipio filipino de cuarta clase, perteneciente a la provincia de Albáy, en la región de Bicolandia.

## Toponimia
El lugar puede aparecer referido como «Libon» y «Libong».

## Geografía
El municipio se encuentra en las inmediaciones del lago Bato y lo riegan varios riachuelos que desaguan en él.

## Historia
Hacia mediados del siglo XIX, el lugar, ya por entonces perteneciente a la provincia de Albáy, tenía contabilizada una población de 2032 habitantes, repartidos en 520 casas. Aparece descrito en el segundo volumen del Diccionario geográfico, estadístico, histórico de las Islas Filipinas (1851) de Manuel Buzeta Núñez y Felipe Bravo con las siguientes palabras:

LIBONG: pueblo con cura y gobernadorcillo, en la isla de Luzon, prov. de Albay, dióc. de Nueva-Cáceres; sit. en los 127° 5' 25" long., 13° 16' 50" lat., en terreno llano, próximo á la orilla del r. La Inaya, al E. del lago de Bato, resguardado de los vientos N. E. por los montes de Buhi y Masuraga; su clima es templado y saludable. Hay unas 520 casas, el tribunal, donde se halla la cárcel, y la parroquial son los mejores edificios, esceptuando la igl. parr.; esta se halla servida por un cura regular. Hay escuela de primeras letras, dotada de los fondos de comunidad. El cementerio está á corta dist. de la pobl. El term. confina por S. O. con Oas, cuyo pueblo dista 3 ½ leg.; al O. tiene el lago de Bato, y por el E. y S. no están marcados sus confines. El terreno en general es llano, y se halla regado por varios r. que van á desaguar al referido lago de Bato. El maiz, abacá, caña dulce, añil, cocos y mongos son sus prod. ind.: la agrícola, la pesca y fabricacion de algunas telas, en cuya tarea se ocupan tambien las mugeres. pobl. 2,032 alm., 436 trib., que ascienden á 1,877 ½ rs. plata, equivalentes á 18,775 rs. vn.
(Buzeta y Bravo, 1851, p. 160)

En 2020, tenía censados 75 073 habitantes.